# Ove Svejstrup
Ove Svejstrup (* 14. September 1978) ist ein dänischer Badmintonspieler. Durch seine berufliche Tätigkeit für Ernst & Young LLP auf Guernsey startete er später auch für das dortige Inselteam.

## Karriere
Ove Svejstrup gewann bei dänischen, nordischen und europäischen Juniorenmeisterschaften mehrere Goldmedaillen. 1998 siegte er bei den French Open im Herrendoppel. Weitere vordere Platzierungen erreichte er unter anderem bei den Irish Open 1996, Hungarian International 1996, Norwegian International 1997, Amor International 1998, Norwegian International 1999 und den Swedish Open 2000.

## Sportliche Erfolge
| Saison    | Veranstaltung                                    | Disziplin    | Platz | Name                                              |
| --------- | ------------------------------------------------ | ------------ | ----- | ------------------------------------------------- |
| 1994/1995 | Dänemark: Einzelmeisterschaften der Junioren U17 | Herrendoppel | 1     | Kasper Ødum / Ove Svejstrup, Randers              |
| 1995/1996 | Dänemark: Einzelmeisterschaften der Junioren U19 | Herrendoppel | 1     | Jonas Rasmussen, Århus / Ove Svejstrup, Randers   |
| 1996      | Nordische Juniorenmeisterschaften                | Mixed        | 1     | Ove Svejstrup / Britta Andersen                   |
| 1996      | Nordische Juniorenmeisterschaften                | Herrendoppel | 1     | Jonas Rasmussen / Ove Svejstrup                   |
| 1996/1997 | Dänemark: Einzelmeisterschaften der Junioren U19 | Mixed        | 1     | Ove Svejstrup, Randers / Britta Andersen, Viby J. |
| 1997      | Junioren-Europameisterschaft                     | Mixed        | 1     | Ove Svejstrup / Britta Andersen                   |
| 1997      | Junioren-Europameisterschaft                     | Herrendoppel | 1     | Kasper Ødum / Ove Svejstrup                       |
| 1998      | French Open                                      | Herrendoppel | 1     | Jan Jørgensen / Ove Svejstrup                     |